# Francis Durbridge
Francis Henry Durbridge (Kingston upon Hull, 25 novembre 1912 – Londra, 18 aprile 1998) è stato uno scrittore e sceneggiatore britannico, tra i più noti della letteratura gialla della seconda metà del XX secolo.

## Biografia
Nato a Kingston upon Hull, cittadina dello Yorkshire in Gran Bretagna, laureatosi a Birmingham in Letteratura inglese, lavorò come agente di cambio per qualche tempo, finché all'età di 21 anni non riuscì a vendere un radiodramma alla BBC.
Cominciò così una fortunatissima carriera di scrittore e autore di commedie, film e sceneggiati televisivi che lo resero famoso non solo in Inghilterra ma anche in Germania, e in altre nazioni. Il suo personaggio forse più famoso è Paul Temple, scrittore di gialli e detective.
In Italia è noto soprattutto per gli adattamenti televisivi di alcuni suoi lavori, che sono entrati nella storia dello sceneggiato; trasmessi a cavallo tra gli anni sessanta e settanta, furono sceneggiati e diretti da maestri del genere: Franca Cancogni si occupò delle traduzioni, Biagio Proietti degli adattamenti e Daniele D'Anza, Silverio Blasi, Leonardo Cortese, Alberto Negrin e Salvatore Nocita della regia. A dare corpo ai personaggi furono grandi attori televisivi e teatrali dell'epoca.
Durbridge firmò anche molti romanzi tratti dalle sue opere televisive o radiofoniche. Purtroppo in Italia ne sono stati pubblicati solo poco meno della metà. Tra le lacune più vistose, segnaliamo l'assenza nella nostra lingua delle versioni in libro di alcuni suoi popolari originali televisivi come La sciarpa, Paura per Janet e Un certo Harry Brent.

## Opere
Ed. Mondadori
- 1964, ...dai nemici mi guardo io (My Friend Charles), Il Giallo Mondadori n. 809.
- 1967, I disperati (The Desperate People), Il Giallo Mondadori n. 965.
- 1969, Mezz'ora per vivere, mezz'ora per morire (The Pig-Tail Murder), Il Giallo Mondadori n. 1087.
- 1984, La bambola sull'acqua (The Doll), Il Giallo Mondadori n. 1847.
- 1985, Il prezzo del tradimento (The Breakaway), Il Giallo Mondadori n. 1903.
- 1986, Delitto a tempo di rock (Paul Temple and the Margo Mystery), Il Giallo Mondadori n. 1973.

Ed. Longanesi
- 1969, La scarpa che mancava sempre (Another Woman's Shoe), Il Vero Giallo n. 2 .
- 1973, Una strana rapina (Paul Temple and the Harkdale Robbery), I Gialli Longanesi n. 99.
- 1973, Il mistero di Ginevra (Paul Temple and the Geneva Mistery), I Gialli Longanesi n. 108.
- 1974, Lungo il fiume e sull'acqua (The Other Man), I Gialli Longanesi n. 119.
- 1974, Come un uragano (Bat Out of Hell), I Gialli Longanesi n. 130.
- 1974, Ritratto di Alison (Portrait of Alison), I Gialli Longanesi n. 135.
- 1975, Giocando a golf una mattina (A Game of Murder), I Gialli Longanesi n. 144.
- 1976, Melissa (My Wife Melissa), I Pocket Longanesi n. 569.
- 1977, Ritorna Paul Temple (News of Paul Temple), I Pocket Longanesi n. 620.
- 1978, Morto per il mondo (Dead to the World), I Pocket Longanesi n. 658.

## Trasposizioni
Elenco di film e sceneggiati radiofonici di produzione italiana tratte da opere di Durbridge

### Televisione
- La sciarpa, regia di Guglielmo Morandi, sceneggiato TV in 6 puntate, dall'11 al 27 marzo 1963.
- Paura per Janet, regia di Daniele D'Anza, sceneggiato TV in 6 puntate, dal 2 al 18 dicembre 1963.
- Melissa, regia di Daniele D'Anza, sceneggiato TV in 6 puntate, dal 23 novembre al 28 dicembre 1966.
- Giocando a golf una mattina, regia di Daniele D'Anza, sceneggiato TV in 6 puntate, dal 28 settembre al 16 ottobre 1969.
- Un certo Harry Brent, regia di Leonardo Cortese, sceneggiato TV in 6 puntate, dal 1 al 17 novembre 1970.
- Come un uragano, regia di Silverio Blasi, sceneggiato TV in 5 puntate, dal 28 novembre al 12 dicembre 1971.
- Lungo il fiume e sull'acqua, regia di Alberto Negrin, sceneggiato TV in 5 puntate, dal 13 al 27 gennaio 1973.
- A casa, una sera..., regia di Mario Landi, dramma teatrale in 2 parti, 23 e 24 settembre 1976.
- Dimenticare Lisa, regia di Salvatore Nocita, sceneggiato TV in 3 puntate, dal 9 al 23 ottobre 1976.
- Traffico d'armi nel golfo, regia di Leonardo Cortese, sceneggiato TV in 3 puntate, dal 12 al 26 novembre 1977.
- Poco a poco, regia di Alberto Sironi, sceneggiato TV in 3 puntate, dal 30 novembre al 7 dicembre 1980.

### Radio
- Paul Temple, il romanziere poliziotto, regia di Umberto Benedetto, in 8 episodi, dal 28 gennaio al 18 marzo 1953[1].
- Paul Temple e il caso Gregory, traduzione di Ippolito Pizzetti, regia di Giacomo Colli, in 10 episodi, dal 14 marzo al 16 maggio 1960[2].
- Preludio al delitto, adattamento di Paola Ferroni, regia di Umberto Benedetto, trasmesso il 21 novembre 1960[3].
- Paul Temple e l'uomo di Zermatt, traduzione di Pietro Robespi, regia di Umberto Benedetto, 8 episodi, dal 17 luglio al 4 settembre 1961[4].
- Margò, traduzione di Franca Cancogni, regia di Guglielmo Morandi, in 10 episodi, trasmesso dal 19 al 30 giugno 1967.
- La boutique, traduzione di Amleto Micozzi, regia di Umberto Benedetto, in 5 episodi, dal 7 settembre al 5 ottobre 1968.
- Chi è Jonathan?, traduzione di Franca Cancogni, regia di Umberto Benedetto, dal 12 al 23 aprile 1971[5].
- La ragazza scomparsa, traduzione di Franca Cancogni, regia di Umberto Benedetto, in 10 episodi, trasmesso dal 17 al 28 febbraio 1975.
- Cabaret, traduzione di Franca Cancogni, regia di Umberto Benedetto, in 10 episodi, trasmesso dal 21 marzo al 1 aprile 1977.